# Xã Stokes, Quận Itasca, Minnesota
Xã Stokes (tiếng Anh: Stokes Township) là một xã thuộc quận Itasca, tiểu bang Minnesota, Hoa Kỳ. Năm 2010, dân số của xã này là 230 người.